# José Luis Useche
José Luis Useche (Caracas, 25 de enero de 1977) es un actor, escritor, director y productor venezolano. Actualmente reside en Estados Unidos.
Ganador del aclamado Latin ACE Awards 2018 como Mejor Actor de Monólogo en la obra de su autoría El Dr. Insecto, la cual fue también galardonada en distinguidas premiaciones de la Gran Manzana, tales como; el Premio Arte 2017 como Mejor Actor Unipersonal y en la competencia Monologando Ando 2017 donde obtuvo el 1.er lugar en la final. Abriéndose campo en la ciudad de New York, ha recibido otros galardones, aclamando su trabajo actoral en otra obra de su autoría y dirección; El Último Apóstol, con la que fue premiado como Mejor Actor en la ceremonia del Festival de Teatro Hispano del Comisionado Dominicano y con la que actualmente está nominado como Mejor Actor y Mejor Director en la 8.ª entrega de los Premios ATI, a celebrarse a finales de marzo del año cursante. 
Useche, se dio a conocer internacionalmente en 1996, cuando se unió al elenco del programa televisivo; Bienvenidos (programa de televisión venezolano). El programa estuvo al aire hasta el 2002, en países como; Venezuela, El Salvador, Honduras, República Dominicana, Puerto Rico, Estados Unidos, Colombia, Guatemala, entre muchos otros.

## Biografía
Nació en Caracas, Venezuela. Sus padres, Luis Useche y Rufina Márquez, ambos nacidos en el estado Yaracuy, siempre apoyaron los deseos de su hijo de convertirse en un gran actor de teatro y cine. No fue hasta 1991, cuando su hermana mayor, Luaiza Useche, se encargó de llevarlo a una audición que se estaba llevando a cabo en la ciudad de Caracas.  Narcos, era una película que buscaba a sus actores principales, y la cual se especulaba que sería dirigida por el aclamado director italiano Giuseppe Ferrara. Después de un largo proceso de casting, Useche, con tan solo 14 años, obtuvo su primer papel cinematográfico, y le dio vida a Chico, un joven adolescente perteneciente a una pandilla de sicarios. Luego de su trabajo en la película, Useche captó la atención de críticos y artistas del medio por su brillante interpretación. 
Todavía adolescente, siguió atendiendo a audiciones de teatro y de cine. La suerte pareció seguir de su lado gracias a su arduo trabajo, y dos años después, obtuvo el papel de Ángel, en la reconocida obra teatral; Los Ángeles Terribles, escrita por Román Chalbaud y dirigida por José Luis Márquez. Poco sabía Useche, que participar en esta obra le traería tantos frutos positivos para su carrera. Después de su trabajo en aquella producción, el escritor de la obra, Román Chalbaud, uno de los cineastas y dramaturgos más importantes del medio artístico venezolano, lo apadrinó, y bajo su tutela, lo entrenó y lo mantuvo entre su círculo cerrado de actores. 
Poco a poco, Useche comenzó a darse a conocer en el medio artístico, convirtiéndose así en una de las promesas del teatro y del cine venezolano. 
Entre sus más reconocidos profesores, se encuentra también el maestro Rafael Briceño, a quien Useche, después de 21 años de haberlo conocido, recuerda con mucho aprecio y respeto. Además de haber sido su alumno, Useche también fue uno de los pocos actores que, a tan temprana edad, tuvo el honor de actuar junto a Briceño en piezas teatrales, tales como; Rumbo A Cardiff, Un Curioso Accidente, Despierta Y Canta, entre muchas otras.

## Como actor
Con una envidiable carrera artística de 4 años bajo su brazo, no se imaginaba que a los 18, su vida daría un vuelco de 180 grados. En 1995, Useche fue escogido como parte del elenco de un reconocido programa de televisión, conformado por importantes actores del medio y bajo la dirección del reconocido actor y director venezolano Miguel Ángel Landa. El proceso de casting del programa era muy minucioso pero la anécdota de cómo José Luis Useche obtuvo un papel en la aclamada serie de televisión, es una historia divertida que siempre lo acompañará en su vida personal y en su carrera. Todo sucedió gracias al hijo de Miguel Ángel Landa, Samuel Landa, quien insistió incansablemente que su padre contratara a Useche después de haber visto su trabajo en la obra de José Ignacio Cabrujas,  El Extraño Viaje De Simón El Malo,  dirigida por Román Chalbaud, donde Useche interpretaba cinco personajes distintos, entre ellos un payaso. Ese divertido payaso, logró robarse el corazón del pequeño Samuel Landa, quien en el momento tenía apenas 10 años. 
A inicios de 1996, un mes después de recibir la noticia que cambió su vida para siempre, comenzó a grabar el programa de televisión; Bienvenidos (programa de televisión venezolano), en los famosos estudios de Venevisión. Durante su participación como parte del elenco oficial, recibió críticas positivas por su divertida interpretación como Toto. En 1997, gracias al éxito que estaban consiguiendo, fue invitado al aclamado show de Don Francisco,  donde participó como panelista para realizar un concurso de mímica con la comediante mexicana Aida Pierce. Bienvenidos,  es considerado uno de los programas de comedia más emblemáticos y recordados en la televisión venezolana, alcanzando un notable éxito internacional. Ha sido conmemorado como el programa número uno en los estados de habla hispana de los Estados Unidos (transmitido por la cadena televisiva Univision, así como también en; Puerto Rico, Honduras, Guatemala, El Salvador, Colombia, República Dominicana, entre muchos otros. El programa salió del aire en el 2002, y Useche decidió concentrarse en participar en obras teatrales y enfocarse en sus estudios de actuación, todavía con el apoyo de sus mentores, Román Chalbaud y Miguel Ángel Landa, quienes consideraban a Useche, como su hijo del teatro. 
En el 2006, Useche fue seleccionado para formar parte de una telenovela de la cadena televisiva Venevisión. La novela, escrita por Mónica Montañés, se titulaba   Voltea pa' que te enamores (telenovela venezolana),  donde Useche interpretó a Santiago o más conocido como Santiaguito, quien era el mejor amigo del protagonista Luis Fernando (interpretado por el actor y ex menudo, Jonathan Montenegro). Nadie del equipo de producción se imaginó el alcance y éxito que la novela tendría en Venezuela y en otros países, mucho menos que el personaje que interpretaba Useche, Santiago, se convertiría en uno de los protagonistas, gracias a la relación secreta que tenía con Egleé, la madre del protagonista, interpretada por la primera actriz venezolana Elba Escobar.
En el 2011, Useche es invitado por la Compañía Nacional de Teatro de Venezuela para protagonizar; Bolívar Doméstico, una obra original de Roberto Azuaje, donde Useche sería el encargado de interpretar a Simón Bolívar, un personaje con el que había soñado desde que era pequeño. Ese mismo año, el texto de la obra ganó el 1.er Premio Nacional de Dramaturgia César Rengifo, otorgado por la Alcaldía de Caracas y publicado bajo el Fondo Editorial de Fundarte. La obra obtuvo dos temporadas teatrales; una en el Teatro Municipal, y otra en el Teatro Nacional, dos de los teatros más importantes de Venezuela.

## Como escritor
La pasión escondida de Useche era escribir pero nunca había tenido la confianza suficiente para hacerlo. Hasta que, en 1999, con apenas 22 años, decidió escribir su primer monólogo; Pelos En El Corazón, dirigida por Miguel Ángel Landa, quien lo apoyó en todo el proceso creativo de su primer proyecto como dramaturgo. 
No fue hasta 15 años después, que Useche, ahora con 37 años y con más experiencia en su carrera y en su vida personal, decidió darse una oportunidad como escritor. En el 2014, su obra quedó seleccionada para participar en la segunda temporada del reconocido evento de Microteatro Venezuela, donde escribió, actuó, dirigió y produjo; Un Café Para Los Dos. Useche no había escrito de manera profesional hasta ese año, pero poco a poco, a medida que los días transcurrieron y críticas positivas comenzaron a escucharse, la obra de 15 minutos, actuada por José Luis Useche, Juliet Lima y Carmen Alicia Lara, se mantuvo con una venta de tickets agotada por más de 3 semanas consecutivas, llamando así la atención de distintos artistas del medio, quienes intrigados, asistieron a las funciones finales de la obra, y donde bajo la cálida sorpresa, aclamaron por sobre todas las cosas, el trabajo de dramaturgia que Useche había logrado con tan poca experiencia en el área de la escritura.
Uno de sus últimos éxitos en su ciudad natal fue a finales de ese mismo año. Aprovechando la atención y las críticas positivas que había conseguido después de crear la historia de Un Café Para Los Dos, Useche decidió seguir abriéndose camino como escritor, esta vez con la comedia; 3 Solteros & ½, obra que además de ser escrita por él, también fue dirigida, producida, y protagonizada por su persona, junto a los reconocidos actores; Jonathan Montenegro y Gabriel López (actor) - Gabo López. La producción comenzó con una gira nacional por todo el país y gracias al éxito de sus funciones en el interior de Venezuela, obtuvieron temporadas agotadas en dos de los teatros más importantes de la ciudad de Caracas; Teatrex El Hatillo, y el Teatro B.O.D. Debido al éxito que la producción conllevó, la obra fue trasladada al teatro de Paseo De Las Artes en Miami, donde obtuvo un recibimiento positivo por la audiencia y por los críticos hispanos de la Florida.

## Como docente
En el 2010, Useche abre las puertas de su compañía teatral; ActuandoAndo,  la cual comienza como un instituto de teatro donde él, además de ser el presidente, tomó el rol de uno de los docentes. Hoy en día, la escuela cuenta con más de 15 generaciones de actores en su repertorio. Poco a poco, el instituto comenzó a acreditarse de manera positiva por sus grandes logros en el ámbito teatral nacional, obteniendo así su puesto entre las obras seleccionadas para formar parte del Festival de Teatro Nacional de Venezuela. Entre las obras seleccionadas, se encuentran; El Martini Azul, Vuelo 728, Tonny, El Vaquero Valiente, Al Otro Lado Del Parque, entre otras. 
La dinámica de ActuandoAndo, consistía en entrenar a un grupo de actores durante seis meses, brindándoles las herramientas necesarias para desarrollar sus habilidades creativas, culminando con una muestra teatral donde se podía apreciar el avance de cada uno de los estudiantes. La primera generación de actores consistió en 13 jóvenes artistas, que, bajo la recopilación de distintos monólogos y escenas teatrales de autores venezolanos, le dieron vida a la primera pieza de teatro de la compañía y escuela, titulada; El Martini Azul. 
Useche, después de la respuesta positiva del público con la primera obra de su escuela, decidió naufragar en aguas desconocidas y debido a la seguridad que sentía alrededor del equipo creativo que había en el instituto, decidió ser él, el que escribiría las piezas teatrales que serían presentadas como muestras al final de cada período. Desde 2012, comenzando con Vuelo 728, la primera obra de su autoría actuada por sus estudiantes, hasta 2017, cerrando con El Internado; Useche escribió un sinfín de piezas teatrales que se ganaron el corazón de la audiencia venezolana, convirtiéndose así en una de las escuelas de teatro más queridas de la ciudad de Caracas. 
En el 2017, la escuela cerró sus puertas en Venezuela, y se calcula que estrenaron 8 obras originales a lo largo de los siete años que estuvo activa, entre ellas se encuentran; Vuelo 728,  La Herencia Del Tío Frank,  No Nos Llames,  Al Otro Lado Del Parque,  Tonny, El Vaquero Valiente,  Una Pareja De Pares,  Corazón De Zapatero y El Internado. Tres de ellas; No Nos Llames, Al Otro Lado Del Parque y Corazón De Zapatero fueron coescritas con Cristina Noya, una actriz y estudiante graduada de la compañía.

## Miami (2015 – 2016)
En el tercer trimestre del 2015, Useche decide mudarse a la ciudad de Miami, dispuesto a abrirse camino en el medio hispano de los Estados Unidos. 
Durante dos años, escribió, actuó, dirigió y produjo sus propias piezas teatrales. El ritmo de la movida teatral artística de aquella ciudad era inigualable y eso hizo que las habilidades de escritura de Useche fueran puliéndose ante cada producción. 
Fue parte de más de veinte producciones teatrales en Paseo De Las Artes y tuvo apariciones especiales en el programa televisivo transmitido por la cadena Telemundo; ¡Qué Noche!, conducido por la reconocida actriz mexicana Angélica Vale y el reconocido presentador venezolano Raúl González (anfitrión).

## Nueva York (2016 – 2018)
A finales del 2016, Useche, junto a su hijo adolescente, Luis Alejandro Useche,  deciden mudarse a la gran manzana en busca de crecer aún más en el mercado hispano y norteamericano. 
A principios del 2017, comienza a abrirse paso cuando la obra de su autoría; El Último Apóstol, quedó seleccionada para formar parte del aclamado Festival de Teatro Hispano del Comisionado Dominicano de Cultura de New York, compitiendo contra otras 30 producciones teatrales.
Al mismo tiempo, quedó seleccionado para formar parte de la competencia de Monologo Ando, con el monólogo de su autoría; El Dr. Insecto. 
Al poco tiempo de haber finalizado el Festival de Teatro Hispano, su obra recibió ocho nominaciones, entre ellas; Useche como Mejor Actor y como Mejor Director. El 1 de octubre de 2017, se llevó a cabo la ceremonia de premiación del festival y la obra ganó en tres de las categorías más importantes de la noche, haciendo que Useche se llevara a casa la estatuilla de Mejor Actor por su interpretación de Franco, un mendigo sucio y ciego que abusaba de su bastarda ahijada. 
En septiembre del mismo año, Useche quedó seleccionado entre los cinco actores que competirían en la final del festival de Monologo Ando. Y el 30 de septiembre, obtuvo la estatuilla del 1.er Lugar, coronándose así como el ganador del año. 
Sus dos proyectos del 2017 recibieron respuestas positivas de críticos y del medio de habla hispana de la Gran Manzana. Meses después, sus producciones siguen recibiendo reconocimientos en distintas respetadas premiaciones, tales como; el Premio Arte, los Latin ACE Awards y los Premios ATI.
Actualmente, Useche escribe sus próximas producciones teatrales que serán partícipes en dos de los festivales más importantes de la ciudad. Locos, una obra de humor negro, escrita, dirigida y actuada por él; junto a otros tres actores, y Un Invierno En Coney Island, un musical escrito y dirigido por él, y protagonizado por; Cristina Noya y Fabiola Arace.

## Tablas

### Teatro
| Año  | Obra                                      | Personaje            | País              |
| ---- | ----------------------------------------- | -------------------- | ----------------- |
| 1991 | Historia De Un Cine                       | Viejo                | Venezuela         |
| 1992 | Los Pollos Cebados                        | Juez                 | Venezuela         |
| 1992 | La Pasión de Cristo                       | Pedro                | Venezuela         |
| 1993 | Aladín                                    | Rajah                | Venezuela         |
| 1993 | Ricardo III                               | Richmond             | Venezuela         |
| 1993 | Pinocho                                   | Gedeón               | Venezuela         |
| 1993 | Los Alfareros                             | C                    | Venezuela         |
| 1993 | Los Ángeles Terribles                     | Ángel                | Venezuela         |
| 1995 | El Extraño Viaje De Simón El Malo         | Payaso               | Venezuela         |
| 1995 | La Bella Y La Bestia                      | Lumiere              | Venezuela         |
| 1995 | El Retorno De Yafar                       | Yafar                | Venezuela         |
| 1996 | Reina Pepeada                             | Albertico            | Venezuela         |
| 1996 | Rumbo a Cardiff                           | Yank                 | Venezuela         |
| 1996 | Yo También Soy Candidato                  | Campesino            | Venezuela         |
| 1997 | Un Curioso Accidente                      | Gazcuña              | Venezuela         |
| 1999 | Pelos En El Corazón                       | Ermenegildo          | Venezuela         |
| 1999 | Despierta Y Canta                         | Ralph                | Venezuela         |
| 2000 | Aquí No Paga Nadie                        | Chuito               | Venezuela         |
| 2001 | La Caja Mágica                            | Leo                  | Venezuela         |
| 2001 | Préstame A Tu Mujer                       | Dandi                | Venezuela         |
| 2002 | Los Ladrones Somos Gente Honrada          | El Pelirrojo         | Venezuela         |
| 2002 | La Caja Mágica 2                          | Leo                  | Venezuela         |
| 2003 | Las Tumbas Son Pa’ Los Muertos            | Jairo                | Venezuela         |
| 2004 | La Bella Durmiente Y El Príncipe Valiente | Adolfo               | Venezuela         |
| 2005 | Hércules                                  | Cancerbero           | Venezuela         |
| 2006 | Yo Con Mi Arte Tengo                      | Cucú                 | Venezuela         |
| 2009 | Se Abrió La Jaula                         | La Guaca             | Venezuela         |
| 2010 | La Fiesta Del Fin Del Mundo               | Peter                | Venezuela         |
| 2011 | Bolívar Doméstico                         | Simón Bolívar        | Venezuela         |
| 2012 | Seguimos o paramos                        | El Director          | Venezuela         |
| 2012 | Muñequita Linda                           | Finol El Bolchevique | Venezuela         |
| 2012 | La Sirenita                               | Crustáceo            | Venezuela         |
| 2013 | Relatos de alcoba                         | José                 | Venezuela         |
| 2014 | Los Gavilanes                             | Triquet              | Venezuela         |
| 2014 | Un Café Para Los Dos                      | Israel               | Venezuela y Miami |
| 2014 | Tres Solteros & ½                         | Martin               | Venezuela y Miami |
| 2015 | ¿Dónde Está Mi Corona?                    | Jimmy                | Venezuela y Miami |
| 2015 | Ya No Eres Mi Bombón                      | Lucas                | Miami             |
| 2015 | Happy Birthday Mr. President              | Norman               | Miami             |
| 2015 | La Noche De Los Nachos Picantes           | Lázaro               | Miami             |
| 2015 | En La Quinta Paila                        | Agapito              | Miami             |
| 2016 | Ni Tan Tonto Ni Tan Diablo                | Agapito              | Miami             |
| 2017 | El Dr. Insecto                            | Satoshi              | New York          |
| 2017 | El Último Apóstol                         | Franco               | New York          |
| 2018 | Yo No Escribí Eso                         | William              | New York          |

### Cine
| Año  | Película                               | Personaje    | Director            | Detalles |
| ---- | -------------------------------------- | ------------ | ------------------- | --- |
| 1992 | Narcos                                 | Chico        | Giuseppe Ferrara    | Venezuela, Premio Mejor Guion en el Festival de Cine de Valencia, España                                                                                 |
| 1997 | Pandemonium                            | Onésimo      | Román Chalbaud      | Venezuela, Seleccionada para competir en el Festival de Cine de San Sebastián, España. Premio Mejor Película en el Festival de Cine de Biarritz, Francia |
| 2005 | El Caracazo                            | Bicho Feo    | Román Chalbaud      | Venezuela |
| 2005 | La Guerra Por Napoleón                 | Mendigo      | Fernando Martínez   | Venezuela |
| 2006 | Mi Vida Por Sharon                     | Malandro     | Carlos Azpurrua     | Venezuela |
| 2007 | Adán Y Eva                             | José         | Laura Muñoz         | Venezuela |
| 2010 | Amorcito Corazón                       | Lolo         | Carmen Roa          | Venezuela |
| 2013 | Bolívar, El Hombre De Las Dificultades | Manuel Piar  | Luis Alberto Lamata | Venezuela |
| 2017 | Salazar                                | El Detective | Liam Tiernan        | New York |
| 2017 | Nikki                                  | El Proveedor | Martín Blanco       | New York |

### Televisión
| Año           | TV Show                    | Personaje                  | Escritor                      | Cadena                               |
| ------------- | -------------------------- | -------------------------- | ----------------------------- | ------------------------------------ |
| 1996/2001     | Bienvenidos                | Toto                       | Miguel Ángel Landa            | Venevisión y Univisión               |
| 1996/2004     | Cheverísimo                | Participaciones Especiales | Varios                        | Venevision                           |
| 1997          | Contra viento y marea      | Participación Especial     | Leonardo Padrón               | Venevisión                           |
| 1997          | Don Francisco Presenta     | Participación Especial     | Don Francisco                 | Univisión                            |
| 2000-presente | ¡Qué Locuras!              | Participaciones Especiales | Varios                        | Venevision International y Univisión |
| 2002          | Mambo Y Canela             | Romeo                      | Elsa Echeverría               | Venevisión                           |
| 2003          | Cosita rica                | Ángel Del Valle            | Leonardo Padrón               | Venevisión                           |
| 2006-2007     | Voltea Pa’ Que Te Enamores | Santiago                   | Mónica Montañés               | Venevisión                           |
| 2007          | Bailando Con Los Gorditos  | Participación Especial     | Varios                        | Venevisión                           |
| 2008          | Torrente                   | Jairo                      | Neida Padilla y Benilde Ávila | Venevisión                           |
| 2008          | ¿Vieja Yo?                 | Abogado                    | Mónica Montañés               | Venevisión                           |
| 2009-2010     | Tomasa Te Quiero           | Perfecto                   | Doris Seguí                   | Venevisión                           |
| 2011          | La Viuda Joven             | Domingo                    | Martin Hahn                   | Venevisión                           |
| 2012          | Natalia Del mar            | Jeque Árabe                | Alberto Gómez                 | Venevisión                           |
| 2014          | Los Secretos De Lucía      | Sable                      | Jorg Hiller                   | Venevisión Plus                      |
| 2016          | ¡Qué Noche!                | Participaciones Especiales |                               | Telemundo                            |

### Dramaturgia
| Año  | Obra                            | Detalles |
| ---- | ------------------------------- | --- |
| 1999 | Pelos En El Corazón             | Monólogo Largo, Venezuela                                                                                            |
| 2012 | Vuelo 728                       | Obra Larga, Venezuela                                                                                                |
| 2012 | La Herencia Del Tío Frank       | Obra Larga, Venezuela                                                                                                |
| 2012 | No Nos Llames                   | Obra Larga, coescrita junto a Cristina Noya, Venezuela                                                               |
| 2013 | Al Otro Lado Del Parque         | Obra Larga, coescrita junto a Cristina Noya, Venezuela                                                               |
| 2013 | Una Pareja De Pares             | Obra Larga, versión libre de La Comedia De Las Equivocaciones de Shakespeare, Venezuela                              |
| 2014 | Tonny, El Vaquero Valiente      | Musical, Venezuela                                                                                                   |
| 2014 | Un Café Para Los Dos            | Microteatro, Venezuela y Miami                                                                                       |
| 2014 | Corazón de Zapatero             | Obra Larga, coescrita junto a Cristina Noya, Venezuela                                                               |
| 2014 | Tres Solteros & ½               | Obra Larga, Venezuela, Aruba y Miami                                                                                 |
| 2015 | ¿Dónde Está Mi Corona?          | Microteatro, Venezuela, Miami y España                                                                               |
| 2015 | Ya No Eres Mi Bombón            | Microteatro, Miami, México y Venezuela                                                                               |
| 2015 | Happy Birthday Mr. President    | Microteatro, Miami, Venezuela y Argentina, Adaptada a cortometraje y protagonizado por Tate Kenney y Charles J. Ouda |
| 2015 | En La Quinta Paila              | Microteatro, Miami y México                                                                                          |
| 2015 | Azafatas                        | Microteatro, Miami                                                                                                   |
| 2015 | Reina Pepeada                   | Microteatro, basada en la obra original de Román Chalbaud, Miami                                                     |
| 2015 | La Noche De Los Nachos Picantes | Microteatro, Miami                                                                                                   |
| 2015 | Las Bolas Se Las Pongo Yo       | Microteatro, Miami                                                                                                   |
| 2015 | Navidad Con GPS                 | Microteatro, Miami                                                                                                   |
| 2015 | El Internado                    | Obra Larga, Venezuela                                                                                                |
| 2016 | ¡Qué Nota Me Da Sol!            | Microteatro, Miami y México                                                                                          |
| 2016 | Cristóbal Condón                | Microteatro, Miami, Venezuela y Puerto Rico                                                                          |
| 2016 | Pregúntame Más                  | Microteatro, México, Miami y Venezuela                                                                               |
| 2016 | Ni Tan Tonto, Ni Tan Diablo     | Microteatro, Miami                                                                                                   |
| 2016 | Muertos De Amor                 | Microteatro, Miami, Venezuela y Ecuador                                                                              |
| 2016 | Sin Píldora No Hay Paraíso      | Microteatro, México y Miami                                                                                          |
| 2016 | Bendecidas Y Afortunadas        | Obra Larga, Miami |
| 2017 | La Boquita De Mamá              | Microteatro, Miami                                                                                                   |
| 2017 | El Último Apóstol               | Obra Larga, New York                                                                                                 |
| 2017 | El Dr. Insecto                  | Monólogo Largo, New York                                                                                             |
| 2018 | Yo No Escribí Eso               | Microteatro, New York                                                                                                |

### Premios
| Año  | Producción                                                     | Premio |
| ---- | -------------------------------------------------------------- | --- |
| 1996 | El Extraño Viaje De Simón El Malo                              | Nominado como Mejor Actor, Premio Marco Antonio Ettedgui de la Fundación Rajatabla                                                                  |
| 1998 | Pandemónium                                                    | Nominado como Actor De Reparto, Premio Nacional Del Artista de La Casa Del Artista                                                                  |
| 2000 | Pandemónium                                                    | Nominado como Actor De Reparto, Premio ANAC (Asociación Nacional De Autores Cinematográficos)                                                       |
| 2000 | Pelos En El Corazón                                            | Nominado como Mejor Actor, Premio Marco Antonio Ettedgui de la Fundación Rajatabla                                                                  |
| 2001 | Aquí No Paga Nadie                                             | Ganador como Mejor Actor, Premio Águila De San Martín                                                                                               |
| 2004 | Botón De Plata Por 5 Años De Trayectoria                       | Venevisión |
| 2006 | Mención Bronce Del Mérito Al Trabajo Por 5 Años De Trayectoria | Alcaldía De Caracas |
| 2011 | La Viuda Joven                                                 | Ganador como Actor De Reparto, Premio Universo Del Espectáculo                                                                                      |
| 2011 | Botón De Oro Por 10 Años De Trayectoria                        | Venevisión |
| 2014 | Tres Solteros & ½                                              | Nominado como Mejor Dramaturgia, Premio Isaac Chocrón                                                                                               |
| 2016 | Happy Birthday Mr. President                                   | Ganador como Dramaturgia Destacada, Premios Microteatro Venezuela                                                                                   |
| 2016 | Muertos De Amor                                                | Nominado como Mejor Obra, Premio Mara Internacional De Venezuela / en la ciudad de Miami                                                            |
| 2017 | El Dr. Insecto                                                 | Ganador / 1.er Lugar, Festival Monologando Ando. Ganador como Mejor Actor De Monólogo, Premio Arte                                                  |
| 2017 | El Último Apóstol                                              | Ganador como Mejor Actor y nominado como Mejor Director, Premios del Festival de Teatro Hispano del Comisionado Dominicano de Cultura en Nueva York |
| 2018 | El Dr. Insecto                                                 | Ganador como Mejor Actor Unipersonal, Premios Latin ACE. Nominado como Mejor Actor De Monólogo, Premios ATI                                         |
| 2018 | El Último Apóstol                                              | Nominado como Mejor Actor y Mejor Director, Premios ATI                                                                                             |
| 2018 | Muertos De Amor                                                | Ganador como Mejor Diseño De Iluminación y nominado como Dramaturgia Destacada, Premios Microteatro Venezuela                                       |